# 鋸粉蝶屬
鋸粉蝶屬（學名：Prioneris）是粉蝶科裡的一個屬。共有6個物種，廣泛分佈於生物地理分佈區的東洋界，包括印度至蘇門答臘一帶地域。在中國大陸記錄了2種，台灣1種。成蟲棲息於森林邊緣，喜在開闊地和溪邊快速飛行。兩性皆愛訪花，雄蝶常在潮濕地面或溪邊吸水。幼蟲的寄主為白花菜科（Capparaceae，又稱山柑科）植物。
中大型粉蝶。軀體背面黑色密被白毛。頭部大；觸角細長，端部膨大。翅膀背面顏色簡單，而腹面鮮豔多樣。前翅呈三角形，雄蝶前緣密生鋸齒，頂角尖；後翅圓。部分種類具兩性異型。
本屬的雄性蝴蝶前翅前緣有鋸齒狀構造，可能是雄蝶間用於追逐打鬥用。日藉台灣蝴蝶學者濱野榮次提出該構造可能使捕食者接觸後不舒服，減少被補食的機會。

## 物種
- 金珠鋸粉蝶 Prioneris autothisbe
  - 海皮斯鋸粉蝶 P. a. hypsipyle
- 紅肩鋸粉蝶 Prioneris clemanthe
- 白鋸粉蝶 Prioneris cornelia
- 銀珠鋸粉蝶 Prioneris philonome
  - 沃倫鋸粉蝶 P. p. vollenhovii
- 紅珠鋸粉蝶 Prioneris sita
- 鋸粉蝶 Prioneris thestylis

| - 紅肩鋸粉蝶 Prioneris clemanthe - 紅珠鋸粉蝶 Prioneris sita - 鋸粉蝶 Prioneris thestylis |

## 文獻
- Wallace, 1867; On the Pieridae of the Indian and Australian Regions Trans. ent. Soc. Lond. (3) 4 (3): https://archive.org/stream/transactionsofen34186568roya#page/383/mode/1up 383
- Moore, [1881], Lepid. Ceylon 1 (4): 140
- Winhard, 2000, Pieridae I Butterflies of the world 10: 16
- 寿建新 周尧 李宇飞. . 中國: 陝西科學技術出版社. 2006-04-01. ISBN 9787536936768 （中文（简体））.
- 徐堉峰. . 台灣: 晨星出版有限公司. 2013: 337. ISBN 9789861776705 （中文（臺灣））.

## 外部連結
- 维基共享资源上的相關多媒體資源：鋸粉蝶屬
- 維基物種上的相關：鋸粉蝶屬
- Prioneris （页面存档备份，存于） - funet.fi